# 五碘化镤
五碘化镤是一种无机化合物，化学式为PaI5。它可由金属镤和碘反应制得，或通过五氯化镤、五溴化镤或五氧化二镤与四碘化硅反应得到。它和三氧化二锑在150 °C的真空中反应，可以得到碘氧化物PaOI3和PaO2I；它和五溴化镤在350 °C反应，得到混合卤化物PaBr3I2。它和一碳化镤在600 °C反应，可以得到四碘化镤。它在300 °C长时间加热，发生分解：
PaI5 → PaI3 + I2